# Sold Out in Dixie
Sold Out in Dixie – album koncertowy Elvisa Presleya, składający się z koncertu (Evening Show) nagranego o 8:30 pm, 2 czerwca 1975 roku w Mobile w Alabamie. Elvis ubrany był w Indian Feather suit. Wydany został w 1998 roku.  

## Lista utworów
1. "Opening Theme"
2. "See See Rider"
3. "I Got a Woman – Amen"
4. "Love Me"
5. "If You Love Me"
6. "Love Me Tender"
7. "All Shook Up"
8. "Teddy Bear – Don’t Be Cruel"
9. "Hound Dog"
10. "The Wonder of You"
11. "Burning Love"
12. "Band Introduction"
13. "School Days"
14. "Bridge over Troubled Water"
15. "T-R-O-U-B-L-E"
16. "I’ll Remember You
17. "Let Me Be There"
18. "American Trilogy"
19. "Funny How Time Slips Away"
20. "Little Darlin'"
21. "Mystery Train - Tiger Man"
22. "Can’t Help Falling in Love"